# Djibril Mama Débourou
Djibril Mama Débourou, né en 1947 à Béroubouay au Dahomey (actuel Bénin) est un auteur, universitaire et homme politique béninois. Il est élu plusieurs fois député, notamment de 2e à la 6e législature.

## Biographie

### Enfance et formation
Djibril Mama Débourou est né en 1947 à Béroubouay (commune de Bembéréké) au Dahomey (actuel Bénin). Il est titulaire de deux doctorats de 3e cycle, en histoire des sociétés de l'Afrique et en sciences de l'éducation. Il est enseignant à l'Université d'Abomey-Calavi,.

### Carrière
Bien qu'il soit plus connu sur le plan politique, Djibril Mama Débourou est auteur de plusieurs œuvres,,. Lors de la 6e législature du Bénin, il occupe le poste de 1er questeur à l'Assemblée nationale.

## Publications
- Djibril M. Débourou, Yasan'm Dibu : une manifestation politique, sociale et religieuse au Bénin : le clan Mugu-Yari de kpe̳le̳ (pèrèrè), du XVIe siècle à nos jours, 2020 (ISBN 978-2-343-19904-7 et 2-343-19904-3, OCLC 1184236409, lire en ligne)
- Yaya Mede Moussa, Les débuts de l'enseignement dans le Haut-Dahomey : Bio Buge ou Mathieu Bouké : un libéral, pensionnaire des curés, 1891-1923, 2020 (ISBN 978-2-343-19848-4 et 2-343-19848-9, OCLC 1191244511, lire en ligne)
- Djibril Débourou, La formation des cadres sous le régime colonial au Dahomey, 1932-1972 : Bembéréké, Gbengbereke et ses lettrés, 2018 (ISBN 978-2-343-15603-3 et 2-343-15603-4, OCLC 1079884087, lire en ligne)
- Djibril M. Débourou, La résistance des Baatombu à la pénétration française dans le Haut-Dahomey (1895-1915) : Saka Yerima, ou, l'injuste oubli, 2015 (ISBN 978-2-343-07252-4 et 2-343-07252-3, OCLC 936208818, lire en ligne)
- Djibril M. Débourou, La guerre coloniale au nord du Dahomey : Bio Guéra, entre mythe et réalité : le sens de son combat pour la liberté (1915-1917), 2014 (ISBN 978-2-343-01969-7 et 2-343-01969-X, OCLC 869720998, lire en ligne)
- Djibril Débourou, L'Assemblée nationale du Bénin, 5e législature, 2007-2011 : histoire d'une décadence, Harmattan, 2013 (ISBN 978-2-343-00490-7 et 2-343-00490-0, OCLC 853443072, lire en ligne)
- Djibril M. Débourou, La société baatonnu du Nord-Bénin : son passé, son dynamisme, ses conflits et ses innovations, 2012 (ISBN 978-2-336-00633-8 et 2-336-00633-2, OCLC 828188708, lire en ligne)

## Distinctions
- Officier de l'ordre national du Bénin (2000)[7].